# Јадранска лига у кошарци
Јадранска лига (енгл. Adriatic League; позната и као АБА лига, енгл. ABA League) је регионална кошаркашка лига у којој се такмиче клубови из Србије, Хрватске, Босне и Херцеговине, Словеније, Црне Горе, Македоније и Уједињених Арапских Емирата. У прошлости су по специјалном позиву Јадранске кошаркашке асоцијације у лиги учествовали и тимови из Израела, Мађарске, Бугарске и Чешке.
Лига постоји упоредо са домаћим првенствима у свакој земљи. Сви тимови играју у АБА лиги и првенству своје земље. Јадранска кошаркашка асоцијација, која организује АБА лигу, је пуноправни члан УЛЕБ-а. Од сезоне 2017/18. постоји Друга АБА лига и Суперкуп АБА лиге.
Због спонзорских разлога Јадранска кошаркашка лига је позната као Гудјер лига (енгл. Goodyear League) у периоду од 2001. до 2006. године, НЛБ лига (енгл. NLB League) у периоду од 2006. до 2011. године и АБА лига ј.т.д. (енгл. ABA League JTD) од 2016. године.
Лига је инспирисала покретање сличних регионалних лига широм Европе као што су: Балтичка лига, Балканска лига и ВТБ лига.
Најуспешнији клуб је Партизан који је 8 пута освојио ово такмичење.

## Систем такмичења
Као и већина других кошаркашких лига и АБА лига се игра у два дела, регуларна сезона и доигравање. У АБА лиги се такмичи 12 клубова.

### Регуларна сезона
Први део такмичења се одвија по двоструком бод-систему, свако са сваким игра по једну утакмицу на домаћем и једну на гостујућем терену. Клубови играју 22 кола за поредак од 1. до 12. места. Последње пласиран клуб губи право наступа у АБА лиги и следеће године наступа у Другој АБА лиги, док претпоследњи клуб игра доигравање за опстанак у АБА лиги против вицепрвака Друге АБА лиге.

### Доигравање
Најбоља четири тима из првог дела такмичења пласирају се у доигравање. Тимови се у полуфиналу доигравања, на основу пласмана на табели, упарују по систему 1-4, 2-3. Полуфиналне серије се играју на две добијене утакмице, а предност домаћег терена одређена је по систему 1-1-1. Финална серија се игра на три добијене утакмице, а предност домаћег терена одређена је по систему 2-2-1.
Победник АБА лиге обезбеђује место у наредној сезони Евролиге, док ће се поражени и полуфиналисти такмичити у УЛЕБ Еврокупу.

## Историја

### Оснивање лиге
Јадранска кошаркашка лига је основана 2001. године од стране представника Босне, Будућности, Цибоне и Унион Олимпије у у коју су се укључили и други кубови из Босне и Херцеговине, Словеније и Хрватске. Прве сезоне се у лиги такмичило 12 клубова, а лига добија назив по спонзору Гудјер лига. Утврђен је систем такмичења по којем се регуларни део сезоне игра по двокружном бод систему, док се о победнику лиге одлучује на фајнал-фору. Формат завршнице је након 2004. године често мењан, али се такмичење у регуларном делу сезоне одвија по истом систему. У првој сезони Јадранске кошаркашке лиге титулу осваја Унион Олимпија. У другој сезони, као први представник Србије, учествује Црвена звезда. У овој сезони међу учесницима био је и израелски представник Макаби Тел Авив. Иако је Макаби био први фаворит за освајање наслова првака титулу је освоји Задар победом у финалу резултатом 91:88.

### Улазак других клубова из Србије и владавина Партизана
У трећој сезони број клубова учесника повећан је на 14, а затим наредне сезоне на 16. У лигу улази и други српски клуб Рефлекс који у дебитантској сезони осваја прву титулу, док другу титулу осваја две године касније. Након прве титуле Рефлекса уследила је и промена у лиги фајнал-фор је замењен фајнал-ејтом, а тај формат завршнице остао је на снази и у наредној сезони у којој је титулу однео Хемофарм.
Прву од својих пет везаних титула Партизан осваја у сезони 2006/07. Те сезоне се на завршници играо плеј-оф у којем су учествовали осам најбоље пласираних екипа из регуларног дела сезоне. Четвртфиналне, полуфиналне и финалне играле су се до две добијене утакмице. Такође, у септембру 2006. лига је потписала спонзорски уговор са Новом љубљанском банком и променила назив у НЛБ лига. Нова промена у формату завршнице је уследила већ следеће сезоне комбинацијом плеј-офа и фајнал-фора у завршници. Осам најбоље пласираних тимова је у четвртфиналу играло серије до две добијене утакмице, а победници тих серија за титулу су се борили на класичном фајнал-фору, али је наредне сезоне укинут плеј-оф у четвртфиналу и систем такмичења враћен на првобитни. Фајнал-фор се играо одмах након регуларног дела сезоне. Овај систем остао је на снази све до сезоне 2014/15.
Финале сезоне 2009/10. остаће упамћено као најдраматичније у историји АБА лиге. Овај меч одигран је у Арени Загреб, 25. априлa 2010. Утакмица између Цибоне и Партизана одлучивала је победника лиге. Партизан је однео победу резултатом 74:75 после продужетка, чиме је четврти узастопни пут освојио регионалну лигу. Меч је упамћен по драматичној завршници у којој је Душан Кецман 0,6 секунди пре истека времена упутио лопту са више од пола терена и постигао победнички кош.
У претходном нападу кошаркаш Цибоне Бојан Богдановић такође је постигао тројку у последњој секунди утакмице, након чега су сви играчи и стручни штаб Цибоне почели славити ушавши у терен. Неколико тренутака потом Кецман, који се није истакнуо у дотадашњем току утакмице, примио је лопту с нешто више од пола терена и упутио је према кошу. Лопта се одбила од табле и ушла у кош. Следећег дана Цибона је службено уложила жалбу дисциплинској комисији НЛБ лиге, сматрајући како напад Партизана није могао отпочети док су стране особе на терену. Жалба је, међутим, одбачена као нерегуларна.
Сам Кецман је скромно прославио свој успех, али је постао звезда добивши и надимке попут Кецман 006. Највећа спортска телевизијска кућа у САД, ЕСПН, одабрала је у јуну 2011. године 10 најневјеројатнијих спортских завршница у историји које су забележиле телевизијске камере. Девет од десет догађаја одиграло се у Америци, а једини који није управо је ова Кецманова тројка која је заузела високо треће место.
Пету везану титулу Партизан oсваја у сезони 2010/11. Te сезоне се у лиги такмичи први и једини представника Чешке Нимбурк).

### Нове промене и почетак Звездине владавине
Истеком уговора са НЛБ банком званични назив такмичење у сезони 2011/12. је АБА лига. Ту сезону је обележио и повратак Макабија из Тел Авива након осмогодишње паузе, али поново само на једну сезону. Макаби је те сезоне лако освојио титулу и то је једина титула коју није освојио клуб са простора бивше Југославије. Почетком наредне године проходност ка УЛЕБ-овим такмичењима је пребачена у потпуности на Јадранску кошаркашку лигу, до тада су националне лиге Словеније, Србије и Хрватске имале по једног загарантованог представника у Евролиги. Финалисти обезбеђују директно учешће у Евролиги, док трећепласирани у коначном пласману иде у квалификације. Клубови који су сезону завршили на позицијама 4, 5 и 6 учествују у УЛЕБ Еврокупу. Те сезоне се у Јадранској кошаркашкој лиги такмиче и клубови из Мађарске и Македоније, специјалне позивнице добили су Солнок Олај и МЗТ Скопље Аеродром. Наредне године су по први пут уведена награда за најбољег тренера године, као и избор идеалног тима сезоне.
25. април 2014. у доигравању је Цедевита у Београду победила Партизан 81:79 тројком Нолана Смита уз звук сирене. Играло се кош за кош, а Партизан је имао један поен предности и напад до готово самог краја. Партизан није постигао кош, Нолан Смит је кренуо у контра напад и са осам метара уз звук сирене погодио. Тиме је осигурано хрватско финале у Београду, јер је претходно Цибона избацила Црвену звезду. Цибона и Цедевита изборили су наступ у Евролиги, али је Цибона одустала од учешћа у Евролиги и њено место заузела је Црвена звезда због бољег пласмана у регуларном делу сезоне у односу на Партизан. Партизан због пораза од Цедевите први пут након 12 година није наступао у Евролиги.
Прву, од за сада пет титула, Црвена звезда осваја у сезони 2014/15. Од ове сезоне је коначно дошло до промене система такмичења у завршници и дугогодишњи формат фајнал-фора заменио је плеј-оф. Обе полуфиналне, као и финална серија играју се на 3 добијене утакмице, а предност домаћег терена одређује се по принципу 2-2-1. Од сезоне 2015/16. укинуте су квалификације за Евролигу, тако да сада пласман у најјаче клупско такмичење обезбеђују само финалисти плеј-офа Јадранске кошаркашке лиге, док поражени полуфиналисти заједно са петопласираном и шестопласираном екипом играју у УЛЕБ Еврокупу. Уведено проглашавање најкориснијег играча месеца. Такође, у овој сезони је по први и једини пут у лиги учествовао представник Бугарске, специјалну позивницу добио је Левски из Софије. Наредне сезоне лига је првобитно требало да се смањи на 12 клубова, али је на скупштини лиге одржаној у Будви одлучено да ће лига ипак остати на 14 клубова. Правила такмичења остала су иста као и у прошлој сезони. Једина разлика је да учешће у наредној сезони не може да оствари само последње пласирана екипа у односу на прошлогодишње две. У сезони 2017/18 најважнија новина је увођење нова два регионална такмичења, Суперкуп АБА лиге и Друга АБА лига чији ће освајач бити сигуран учесник сада већ званично прве Јадранске лиге у сезони 2018/19.

## Ол-стар утакмице
АБА лига је увела 2006. године Ол-стар утакмице које су се играле пред новогодишње празнике у дворани Тиволи. Играчи су били подељени у тимове Истока и Запада. За тим Запада играли су кошаркаши клубова из Словеније и Хрватске, а за Исток кошаркаши тимова из Србије, Босне и Херцеговине и Црне Горе.
На првој Ол-стар утакмици АБА лиге 27. децембра 2006. на којој је славио тим Запада 134:118.
У првој петорци Истока наступали су: Саша Васиљевић (Босна), Горан Јеретин (Будућност), Милан Гуровић и Петар Поповић (Црвена звезда) и Зоран Ерцег (ФМП). На клупи су били: Александар Рашић (ФМП), Небојша Јоксимовић и Предраг Шупут (Хемофарм), Един Бачвић (Босна) Иван Опачак (Широки), Миленко Тепић и Никола Пековић (Партизан). Тренер је био Влада Вукоичић (ФМП).
У првој петорци Запада наступали су: Давор Кус (Цибона), Тему Ранико, Манучар Маркоишвили и Марко Милић (Олимпија) и Смиљан Павич (Хелиос). На клупи су били: Карл Инглиш (Задар), Кристофер Ворен (Цибона), Милош Паравиња и Емир Прелџић (Слован), Анте Томић и Двејн Бројлс (Загреб) и Роберт Троха (Хелиос). Тренер је био Дражен Анзуловић (Цибона).
Најкориснији играч првог Ол-стара је био кошаркаш Задра Канађанин Карл Инглиш
У брзом шутирању тројки су се такмичили: Милан Гуровић (Црвена звезда), Тему Ранико и Домен Лорбек (Олимпија), Роберт Троха (Хелиос), Давор Кус (Цибона), Иван Опачић и Синиша Штембергер (Широки), Бојан Крстовић (ФМП), Ненад Мијатовић (Будућност), Тодор Гечевски и Карл Инглиш (Задар). Победио је Финац Тему Ранико.
У такмичењу у закуцавањима такмичили су се: Бојан Крстовић (ФМП), Смиљан Павић (Хелиос), Иван Опачак и Карл Инглиш (Задар), Кристофер Ворен (Цибона), Никола Гарма (Загреб), Стеван Милошевић (Будућност), Дамјан Рудеж (Сплит), Дејан Чигоја (Слован) и Миха Зупан (Олимпија). Победио је Словенац Миха Зупан.
Друга Ол-стар утакмица АБА лиге одиграна је 27. децембра 2007. и на њој је славио тим Истока 113:136.
За Исток су наступали: Никола Пековић, Милтон Паласио и Миленко Тепић (Партизан), Омар Кук и Тадија Драгићевић (Црвена звезда), Небојша Јоксимовић, Горан Јагодник и Владимир Вукосављевић (Хемофарм), Владимир Голубовић (Војводина), Синиша Штембергер (Широки), Владимир Мицов и Немања Гордић (Будућност). Тренер је био Душко Вујошевић (Партизан).
За екипу Запада наступали су: Марко Милић, Горан Драгић и Јасмин Хукић (Олимпија), Јаков Владовић и Анте Томић (Загреб), Тодор Гечевски, Кори Бруер и Јуре Лалић (Задар), Анте Стипановић и Дамјан Рудеж (Сплит), Роберт Троха (Хелиос) и Лукша Андрић (Цибона). Тренер је био Александар Петровић (Задар).
Најкориснији играч другог Ол-стара је био кошаркаш Партизана Црногорац Никола Пековић, у такмичењу у закуцавањима победио је Србин Илија Павковић, а у брзом шутирању тројки Србин Тадија Драгићевић.

## Клубови у сезони 2024/25.
| Клуб                       | Место         | Дворана                                  | Капацитет    |
| -------------------------- | ------------- | ---------------------------------------- | ------------ |
| Борац Моцарт               | Чачак         | Хала Борца крај Мораве                   | 4.000        |
| Будућност ВОЛИ             | Подгорица     | Спортски центар Морача                   | 6.000        |
| Дубаи                      | Дубаи         | Кока-кола арена                          | 17.000       |
| Задар                      | Задар         | Дворана Крешимир Ћосић                   | 10.000       |
| Игокеа м:тел               | Александровац | Спортска дворана Лакташи                 | 3.050        |
| Крка                       | Ново Место    | Спортска дворана Леон Штукељ             | 2.500        |
| Мега Супербет              | Београд       | Хала спортова Ранко Жеравица             | 5.000        |
| Морнар Барско злато        | Бар           | Спортска дворана Тополица                | 2.625        |
| Партизан Моцарт бет        | Београд       | Београдска арена                         | 18.386       |
| Спартак Офис шуз           | Суботица      | Хала спортова Дудова шума                | 3.000        |
| Сплит                      | Сплит         | Спортски центар Грипе                    | 3.500        |
| СЦ Дерби                   | Подгорица     | Спортски центар Морача                   | 6.000        |
| ФМП Сокербет               | Београд       | Дворана Железник                         | 3.000        |
| Цедевита Олимпија          | Љубљана       | Арена Стожице                            | 12.480       |
| Цибона                     | Загреб        | Кошаркашки центар Дражен Петровић        | 5.400        |
| Црвена звезда Меридијанбет | Београд       | Београдска арена Хала Александар Николић | 18.386 8.150 |

## Досадашња финала
| Сезона   | Датум и место одигравања | Победник | Резултат | Финалиста | Најкориснији играч доигравања |
| -------- | --- | --- | --- | --- | --- |
| 2001/02. | 24. март 2002. (Љубљана) | Унион Олимпија (1) | 73 : 59 | Крка | Јуриј Здовц |
| 2002/03. | 5. април 2003. (Љубљана) | Задар (1) | 91 : 88 | Макаби Тел Авив | Марко Поповић |
| 2003/04. | 18. април 2004. (Загреб) | Рефлекс (1) | 71 : 70 | Цибона | Огњен Ашкрабић |
| 2004/05. | 1. мај 2005. (Београд) | Хемофарм (1) | 89 : 76 | Партизан | Небојша Богавац |
| 2005/06. | 23. април 2006. (Сарајево) | ФМП Железник (2) | 73 : 72 | Партизан | Вонтиго Камингс |
| 2006/07. | 14. април — 18. април 2007. (Београд) | Партизан (1) | 2 : 0 (85 : 83, 94 : 82) | ФМП Железник | Вонтиго Камингс Зоран Ерцег |
| 2007/08. | 26. април 2008. (Љубљана) | Партизан (2) | 69 : 51 | Хемофарм | Никола Пековић |
| 2008/09. | 18. април 2009. (Београд) | Партизан (3) | 63 : 49 | Цибона | Новица Величковић |
| 2009/10. | 25. април 2010. (Загреб) | Партизан (4) | 75 : 74 | Цибона | Џамонт Гордон |
| 2010/11. | 21. април 2011. (Љубљана) | Партизан (5) | 77 : 74 | Унион Олимпија | Нејтан Џавај |
| 2011/12. | 30. април 2012. (Тел Авив) | Макаби Тел Авив (1) | 87 : 77 | Цедевита | Кит Лангфорд |
| 2012/13. | 27. април 2013. (Лакташи) | Партизан (6) | 71 : 63 | Црвена звезда | Рашко Катић |
| 2013/14. | 27. април 2014. (Београд) | Цибона (1) | 72 : 59 | Цедевита | Дарио Шарић |
| 2014/15. | 25. април — 30. април 2015. (Београд, Загреб) | Црвена звезда (1) | 3 : 1 (68 : 59, 69 : 65, 62 : 72, 89 : 79) | Цедевита | Бобан Марјановић |
| 2015/16. | 28. април — 2. мај 2016. (Београд, Сремска Митровица) | Црвена звезда (2) | 3 : 0 (95 : 88, 93 : 74, 61 : 49) | Мега Лекс | Стефан Јовић |
| 2016/17. | 10. април — 13. април 2017. (Београд, Загреб) | Црвена звезда (3) | 3 : 0 (81 : 66, 84 : 73, 77 : 61) | Цедевита | Чарлс Џенкинс |
| 2017/18. | 9. април — 14. април 2018. (Београд, Подгорица) | Будућност (1) | 3 : 1 (80 : 76, 59 : 69, 78 : 77, 77 : 73) | Црвена звезда | Немања Гордић |
| 2018/19. | 12. април — 22. април 2019. (Београд, Подгорица) | Црвена звезда (4) | 3 : 2 (91 : 72, 107 : 69, 72 : 80, 80 : 84, 97 : 54) | Будућност | Били Барон |
| 2019/20. | Због пандемије ковида 19 такмичење је прекинуто 16. марта 2020. године, након одиграног 21 кола првог дела такмичења. Дана 27. маја 2020. године донета је коначна одлука о отказивању остатка сезоне. Није проглашен првак. | Због пандемије ковида 19 такмичење је прекинуто 16. марта 2020. године, након одиграног 21 кола првог дела такмичења. Дана 27. маја 2020. године донета је коначна одлука о отказивању остатка сезоне. Није проглашен првак. | Због пандемије ковида 19 такмичење је прекинуто 16. марта 2020. године, након одиграног 21 кола првог дела такмичења. Дана 27. маја 2020. године донета је коначна одлука о отказивању остатка сезоне. Није проглашен првак. | Због пандемије ковида 19 такмичење је прекинуто 16. марта 2020. године, након одиграног 21 кола првог дела такмичења. Дана 27. маја 2020. године донета је коначна одлука о отказивању остатка сезоне. Није проглашен првак. | Због пандемије ковида 19 такмичење је прекинуто 16. марта 2020. године, након одиграног 21 кола првог дела такмичења. Дана 27. маја 2020. године донета је коначна одлука о отказивању остатка сезоне. Није проглашен првак. |
| 2020/21. | 16. мај — 28. мај 2021. (Београд, Подгорица) | Црвена звезда (5) | 3 : 2 (82 : 78, 85 : 79, 71 : 75, 80 : 81, 67 : 60) | Будућност | Ландри Ноко |
| 2021/22. | 27. мај — 6. јун 2022. (Београд) | Црвена звезда (6) | 3 : 2 (90 : 76, 85 : 81, 67 : 70, 84 : 112, 80 : 77) | Партизан | Огњен Добрић |
| 2022/23. | 13. јун — 22. јун 2023. (Београд) | Партизан (7) | 3 : 2 (88 : 80, 87 : 78, 78 : 91, 56 : 68, 96 : 85) | Црвена звезда | Кевин Пантер |
| 2023/24. | 13. мај — 19. мај 2024. (Београд) | Црвена звезда (7) | 3 : 0 (85 : 82, 80 : 73, 82 : 76) | Партизан | Јаго дос Сантос |
| 2024/25. | 5. јун — 12. јун 2025. (Подгорица, Београд) | Партизан (8) | 3 : 1 (94 : 88, 73 : 84, 83 : 67, 90 : 75) | Будућност | Тајрик Џоунс |

### Успешност клубова
| Клуб           | Првак                                              | Вицепрвак                  |
| -------------- | -------------------------------------------------- | -------------------------- |
| Партизан       | 8 (2007, 2008, 2009, 2010, 2011, 2013, 2023, 2025) | 4 (2005, 2006, 2022, 2024) |
| Црвена звезда  | 7 (2015, 2016, 2017, 2019, 2021, 2022, 2024)       | 3 (2013, 2018, 2023)       |
| ФМП            | 2 (2004, 2006)                                     | 1 (2007)                   |
| Цибона         | 1 (2014)                                           | 3 (2004, 2009, 2010)       |
| Будућност      | 1 (2018)                                           | 3 (2019, 2021, 2025)       |
| Унион Олимпија | 1 (2002)                                           | 1 (2011)                   |
| Макаби         | 1 (2012)                                           | 1 (2003)                   |
| Вршац          | 1 (2005)                                           | 1 (2008)                   |
| Задар          | 1 (2003)                                           | —                          |
| Цедевита       | —                                                  | 4 (2012, 2014, 2015, 2017) |
| Крка           | —                                                  | 1 (2002)                   |
| Мега           | —                                                  | 1 (2016)                   |

## Учешће и пласман екипа по сезонама
| Клуб                | 02 | 03 | 04 | 05 | 06 | 07 | 08 | 09 | 10 | 11 | 12 | 13 | 14 | 15 | 16 | 17 | 18 | 19 | 20 | 21 | 22 | 23 | 24 | 25 | Број сез. |
| ------------------- | -- | -- | -- | -- | -- | -- | -- | -- | -- | -- | -- | -- | -- | -- | -- | -- | -- | -- | -- | -- | -- | -- | -- | -- | --------- |
| Борац Бања Лука     | –  | 11 | 13 | –  | –  | –  | –  | –  | –  | –  | –  | –  | –  | –  | –  | –  | –  | –  | –  | –  | –  | –  | –  | –  | 2         |
| Борац Чачак         | –  | –  | –  | –  | –  | –  | –  | –  | –  | –  | –  | –  | –  | –  | –  | –  | –  | –  | –  | 11 | 11 | 13 | 10 | 12 | 5         |
| Босна               | 12 | 12 | –  | 8  | 7  | 10 | –  | 7  | 13 | –  | –  | –  | –  | –  | –  | –  | –  | –  | –  | –  | –  | –  | –  | –  | 7         |
| Будућност           | 9  | –  | 5  | 14 | –  | 5  | 6  | 6  | 5  | 4  | 4  | 5  | 5  | 3  | 3  | 4  | 1  | 2  | пр | 2  | 3  | 3  | 3  | 2  | 22        |
| Војводина Србијагас | –  | –  | –  | –  | 6  | –  | 9  | 14 | –  | –  | –  | –  | –  | –  | –  | –  | –  | –  | –  | –  | –  | –  | –  | –  | 3         |
| Вршац               | –  | –  | –  | 1  | 4  | 4  | 2  | 3  | 3  | 6  | 12 | –  | –  | –  | –  | –  | –  | –  | –  | –  | –  | –  | –  | –  | 8         |
| Дубаи               | –  | –  | –  | –  | –  | –  | –  | –  | –  | –  | –  | –  | –  | –  | –  | –  | –  | –  | –  | –  | –  | –  | –  | 3  | 1         |
| Загреб              | –  | 6  | 11 | 12 | 13 | 12 | 11 | 13 | 6  | 5  | 9  | –  | –  | –  | –  | –  | –  | –  | –  | –  | –  | –  | –  | –  | 10        |
| Задар               | 7  | 1  | 8  | 7  | 8  | 7  | 3  | 5  | 8  | 14 | –  | 12 | 13 | 8  | 6  | 12 | 6  | 11 | пр | 10 | 12 | 7  | 6  | 9  | 23        |
| Златорог            | 4  | 8  | 6  | 9  | 14 | –  | –  | –  | –  | –  | 14 | –  | –  | –  | –  | –  | –  | –  | –  | –  | –  | –  | –  | –  | 6         |
| Игокеа              | –  | –  | –  | –  | –  | –  | –  | –  | –  | 11 | –  | 3  | 6  | 12 | 9  | 5  | 10 | 8  | пр | 4  | 5  | 9  | 7  | У  | 14        |
| Карпош Соколи       | –  | –  | –  | –  | –  | –  | –  | –  | –  | –  | –  | –  | –  | –  | –  | 10 | –  | –  | –  | –  | –  | –  | –  | –  | 1         |
| Кварнер             | 10 | –  | –  | –  | –  | –  | –  | –  | –  | –  | –  | –  | –  | –  | –  | –  | –  | –  | –  | –  | –  | –  | –  | –  | 1         |
| Копер Приморска     | –  | –  | –  | –  | –  | –  | –  | –  | –  | –  | –  | –  | –  | –  | –  | –  | –  | –  | пр | 14 | –  | –  | –  | –  | 2         |
| Крка                | 2  | 7  | 7  | –  | –  | –  | –  | 11 | –  | 3  | 11 | 9  | 7  | 9  | 12 | 14 | –  | 10 | пр | 12 | 14 | –  | 14 | 14 | 17        |
| Левски Софија       | –  | –  | –  | –  | –  | –  | –  | –  | –  | –  | –  | –  | –  | 14 | –  | –  | –  | –  | –  | –  | –  | –  | –  | –  | 1         |
| Ловћен              | –  | –  | 14 | –  | –  | –  | –  | –  | –  | –  | –  | –  | –  | –  | –  | –  | –  | –  | –  | –  | –  | –  | –  | –  | 1         |
| Макаби Тел Авив     | –  | 2  | –  | –  | –  | –  | –  | –  | –  | –  | 1  | –  | –  | –  | –  | –  | –  | –  | –  | –  | –  | –  | –  | –  | 2         |
| Мега                | –  | –  | –  | –  | –  | –  | –  | –  | –  | –  | –  | –  | 8  | 10 | 2  | 6  | 9  | 5  | пр | 6  | 10 | 6  | 4  | 8  | 12        |
| Металац             | –  | –  | –  | –  | –  | –  | –  | –  | –  | –  | –  | –  | –  | 6  | 11 | –  | –  | –  | –  | –  | –  | –  | –  | –  | 2         |
| МЗТ Скопље          | –  | –  | –  | –  | –  | –  | –  | –  | –  | –  | –  | 7  | 9  | 13 | 10 | 13 | 12 | –  | –  | –  | –  | 14 | –  | –  | 7         |
| Морнар Бар          | –  | –  | –  | –  | –  | –  | –  | –  | –  | –  | –  | –  | –  | –  | –  | 8  | 4  | 9  | пр | 3  | 9  | 12 | 13 | 16 | 9         |
| Нимбурк             | –  | –  | –  | –  | –  | –  | –  | –  | –  | 8  | –  | –  | –  | –  | –  | –  | –  | –  | –  | –  | –  | –  | –  | –  | 1         |
| Олимпија Љубљана    | 1  | 4  | 3  | 5  | 10 | 9  | 4  | 9  | 4  | 2  | 6  | 8  | 10 | 5  | 7  | 11 | 7  | 12 | –  | –  | –  | –  | –  | –  | 19        |
| Партизан            | –  | –  | –  | 2  | 2  | 1  | 1  | 1  | 1  | 1  | 3  | 1  | 4  | 4  | 5  | 3  | 5  | 4  | пр | 7  | 2  | 1  | 2  | 1  | 21        |
| Раднички Крагујевац | –  | –  | –  | –  | –  | –  | –  | –  | 11 | 10 | 8  | 4  | 11 | –  | –  | –  | –  | –  | –  | –  | –  | –  | –  | –  | 5         |
| Слобода Тузла       | 5  | –  | –  | –  | –  | –  | –  | –  | –  | –  | –  | –  | –  | –  | –  | –  | –  | –  | –  | –  | –  | –  | –  | –  | 1         |
| Слован              | 11 | –  | 10 | 10 | 9  | 13 | 14 | –  | –  | –  | –  | –  | –  | –  | –  | –  | –  | –  | –  | –  | –  | –  | –  | –  | 6         |
| Солнок Олај         | –  | –  | –  | –  | –  | –  | –  | –  | –  | –  | –  | 13 | 12 | 7  | –  | –  | –  | –  | –  | –  | –  | –  | –  | –  | 3         |
| Спартак Суботица    | –  | –  | –  | –  | –  | –  | –  | –  | –  | –  | –  | –  | –  | –  | –  | –  | –  | –  | –  | –  | –  | –  | –  | 7  | 1         |
| Сплит               | 8  | 10 | 9  | 15 | –  | 14 | 10 | 10 | –  | –  | –  | 14 | –  | –  | –  | –  | –  | –  | –  | 13 | 13 | 10 | 9  | 13 | 13        |
| Студентски центар   | –  | –  | –  | –  | –  | –  | –  | –  | –  | –  | –  | –  | –  | –  | –  | –  | –  | –  | –  | –  | 7  | 8  | 8  | 11 | 4         |
| Сутјеска            | –  | –  | –  | –  | –  | –  | –  | –  | –  | –  | –  | –  | –  | –  | 13 | –  | –  | –  | –  | –  | –  | –  | –  | –  | 1         |
| ФМП                 | –  | –  | 1  | 4  | 1  | 2  | 7  | 8  | 12 | –  | –  | –  | –  | –  | –  | 9  | 8  | 6  | пр | 8  | 6  | 5  | 11 | 10 | 16        |
| Хелиос              | –  | –  | –  | 16 | 12 | 8  | 13 | 12 | 14 | –  | 13 | –  | –  | –  | –  | –  | –  | –  | –  | –  | –  | –  | –  | –  | 7         |
| Цедевита            | –  | –  | –  | –  | –  | –  | –  | –  | 7  | 7  | 2  | 6  | 2  | 2  | 4  | 2  | 3  | 3  | –  | –  | –  | –  | –  | –  | 10        |
| Цедевита Олимпија   | –  | –  | –  | –  | –  | –  | –  | –  | –  | –  | –  | –  | –  | –  | –  | –  | –  | –  | пр | 5  | 4  | 4  | 5  | 6  | 6         |
| Цибона              | 3  | 5  | 2  | 6  | 5  | 3  | 8  | 2  | 2  | 12 | 7  | 11 | 1  | 11 | 8  | 7  | 11 | 7  | пр | 9  | 8  | 11 | 12 | 15 | 24        |
| Црвена звезда       | –  | 3  | 4  | 3  | 3  | 6  | 5  | 4  | 9  | 13 | 10 | 2  | 3  | 1  | 1  | 1  | 2  | 1  | пр | 1  | 1  | 2  | 1  | 4  | 23        |
| Шентјур             | –  | –  | –  | –  | –  | –  | –  | –  | –  | –  | –  | –  | –  | –  | 14 | –  | –  | –  | –  | –  | –  | –  | –  | –  | 1         |
| Шибеник             | –  | –  | –  | 11 | –  | –  | –  | –  | –  | –  | –  | –  | –  | –  | –  | –  | –  | –  | –  | –  | –  | –  | –  | –  | 1         |
| Широки              | 6  | 9  | 12 | 13 | 11 | 11 | 12 | –  | 10 | 9  | 5  | 10 | 14 | –  | –  | –  | –  | –  | –  | –  | –  | –  | –  | –  | 12        |

## Укупна табела лиге 2002—2025.
Стање након сезоне 2024/25. Клубови који су се такмичили у сезони 2024/25. су подебљани.
| Позиција | Клуб                | Сезоне | Одигране утакмице | Победе | Порази | % победа | Бодови | Најбољи пласман |
| -------- | ------------------- | ------ | ----------------- | ------ | ------ | -------- | ------ | --------------- |
| 1.       | Црвена звезда       | 23     | 673               | 486    | 187    | .722     | 1.159  | 1.              |
| 2.       | Партизан            | 21     | 612               | 439    | 173    | .717     | 1.051  | 1.              |
| 3.       | Будућност           | 22     | 623               | 401    | 222    | .644     | 1.024  | 1.              |
| 4.       | Цибона              | 24     | 627               | 311    | 316    | .496     | 938    | 1.              |
| 5.       | Задар               | 23     | 597               | 276    | 321    | .462     | 873    | 1.              |
| 6.       | Олимпија Љубљана    | 18     | 468               | 250    | 218    | .534     | 718    | 1.              |
| 7.       | ФМП                 | 16     | 430               | 225    | 205    | .523     | 655    | 1.              |
| 8.       | Крка                | 17     | 432               | 163    | 269    | .377     | 595    | 2.              |
| 9.       | Игокеа              | 14     | 365               | 177    | 188    | .485     | 542    | 3.              |
| 10.      | Мега                | 12     | 316               | 147    | 169    | .465     | 463    | 2.              |
| 11.      | Цедевита            | 10     | 279               | 180    | 99     | .645     | 459    | 2.              |
| 12.      | Сплит               | 13     | 338               | 108    | 230    | .320     | 446    | 8.              |
| 13.      | Широки              | 12     | 308               | 117    | 191    | .380     | 425    | 5.              |
| 14.      | Вршац               | 8      | 226               | 136    | 90     | .602     | 362    | 1.              |
| 15.      | Загреб              | 10     | 260               | 100    | 160    | .385     | 360    | 5.              |
| 16.      | Морнар Бар          | 9      | 230               | 91     | 139    | .396     | 321    | 4.              |
| 17.      | Цедевита Олимпија   | 6      | 170               | 108    | 62     | .635     | 278    | 4.              |
| 18.      | Босна               | 7      | 180               | 63     | 117    | .350     | 243    | 7.              |
| 19.      | МЗТ Скопље          | 7      | 178               | 61     | 117    | .343     | 239    | 7.              |
| 20.      | Хелиос Домжале      | 7      | 186               | 52     | 134    | .280     | 238    | 8.              |
| 21.      | Златорог            | 6      | 153               | 61     | 92     | .399     | 214    | 4.              |
| 22.      | Слован              | 6      | 156               | 48     | 108    | .308     | 204    | 9.              |
| 23.      | Раднички Крагујевац | 5      | 131               | 62     | 69     | .473     | 193    | 4.              |
| 24.      | Борац Чачак         | 5      | 134               | 44     | 90     | .328     | 178    | 10.             |
| 25.      | Студентски центар   | 4      | 113               | 46     | 67     | .407     | 159    | 7.              |
| 26.      | Војводина Србијагас | 3      | 79                | 31     | 48     | .392     | 110    | 6.              |
| 27.      | Солнок Олај         | 3      | 78                | 29     | 49     | .372     | 106    | 7.              |
| 28.      | Макаби Тел Авив     | 2      | 52                | 44     | 8      | .846     | 96     | 1.              |
| 29.      | Металац             | 2      | 52                | 23     | 29     | .442     | 75     | 6.              |
| 30.      | Дубаи               | 1      | 36                | 28     | 8      | .778     | 64     | 3.              |
| 31.      | Борац Бања Лука     | 2      | 48                | 14     | 34     | .292     | 62     | 11.             |
| 32.      | Спартак Суботица    | 1      | 32                | 17     | 15     | .531     | 49     | 7.              |
| 33.      | Шибенка             | 1      | 30                | 11     | 19     | .367     | 41     | 11.             |
| 34.      | Нимбурк             | 1      | 26                | 12     | 14     | .462     | 38     | 8.              |
| 35.      | Карпош Соколи       | 1      | 26                | 10     | 16     | .385     | 36     | 10.             |
| 36.      | Сутјеска            | 1      | 26                | 9      | 17     | .346     | 35     | 13.             |
| 37.      | Слобода Тузла       | 1      | 22                | 12     | 10     | .545     | 34     | 5.              |
| 38.      | Копер Приморска     | 2      | 47                | 12     | 35     | .255     | 33     | 14.             |
| 39.      | Шентјур             | 1      | 26                | 7      | 19     | .269     | 33     | 14.             |
| 40.      | Ловћен              | 1      | 26                | 5      | 21     | .192     | 31     | 14.             |
| 41.      | Кварнер             | 1      | 22                | 5      | 17     | .227     | 27     | 10.             |
| 42.      | Левски Софија       | 1      | 26                | 2      | 24     | .077     | 27     | 14.             |

| Сезона   | Играч               | Клуб              |
| -------- | ------------------- | ----------------- |
| 2001/02. | Марино Баждарић     | Триглав осигурање |
| 2002/03. | Кенјан Викс         | Пивоварна Лашко   |
| 2003/04. | Дејан Милојевић     | Будућност         |
| 2004/05. | Дејан Милојевић (2) | Партизан          |
| 2005/06. | Дејан Милојевић (3) | Партизан          |
| 2006/07. | Милан Гуровић       | Црвена звезда     |
| 2007/08. | Тадија Драгићевић   | Црвена звезда     |
| 2008/09. | Анте Томић          | Загреб            |
| 2009/10. | Честер Мејсон       | Широки            |
| 2010/11. | Лука Жорић          | Загреб            |
| 2011/12. | Дејвид Сајмон       | Раднички          |
| 2012/13. | Александар Ћапин    | Раднички          |
| 2013/14. | Дарио Шарић         | Цибона            |
| 2014/15. | Никола Јокић        | Мега Лекс         |
| 2015/16. | Миро Билан          | Цедевита          |
| 2016/17. | Никола Јанковић     | Унион Олимпија    |
| 2017/18. | Лука Жорић          | Цибона            |
| 2018/19. | Гога Битадзе        | Будућност         |
| 2019/20. | није додељена       | није додељена     |
| 2020/21. | Филип Петрушев      | Мега Сокербет     |
| 2021/22. | Никола Калинић      | Црвена звезда     |
| 2022/23. | Лука Божић          | Задар             |
| 2023/24. | Лука Божић (2)      | Задар             |
| 2024/25. | Макинли Рајт        | Будућност         |

| Сезона   | Играч                 | Клуб                | Поена по мечу |
| -------- | --------------------- | ------------------- | ------------- |
| 2001/02. | Марино Баждарић       | Триглав осигурање   | 26,23         |
| 2002/03. | Кенјан Викс           | Пивоварна Лашко     | 20,14         |
| 2003/04. | Игор Ракочевић        | Црвена звезда       | 23,22         |
| 2004/05. | Дејан Милојевић       | Партизан            | 21,77         |
| 2005/06. | Дејан Милојевић (2)   | Партизан            | 17,68         |
| 2006/07. | Милан Гуровић         | Црвена звезда       | 28,60         |
| 2007/08. | Тадија Драгићевић     | Црвена звезда       | 20,46         |
| 2008/09. | Драган Лабовић        | ФМП Железник        | 17,96         |
| 2009/10. | Андрија Жижић         | Цедевита            | 17,12         |
| 2010/11. | Мајкл Ли              | Раднички Крагујевац | 19,60         |
| 2011/12. | Дејвид Сајмон         | Раднички Крагујевац | 19,38         |
| 2012/13. | Александар Ћапин      | Раднички Крагујевац | 17,48         |
| 2013/14. | Дарио Шарић           | Цибона              | 16,27         |
| 2014/15. | Малком Армстед        | Крка                | 17,56         |
| 2015/16. | Тадија Драгићевић (2) | Будућност           | 16,33         |
| 2016/17. | Иван Маринковић       | Задар               | 17,72         |
| 2017/18. | Лука Жорић            | Цибона              | 19,71         |
| 2018/19. | Драган Апић           | ФМП Београд         | 21,2          |
| 2019/20. | није додељена         | није додељена       | није додељена |
| 2020/21. | Филип Петрушев        | Мега Сокербет       | 23,7          |
| 2021/22. | Шенон Шортер          | Сплит               | 17,0          |
| 2022/23. | Хантер Хејл           | Борац Чачак         | 22,3          |
| 2023/24. | Лука Божић            | Задар               | 20,6          |
| 2024/25. | Брајс Џоунс           | Игокеа              | 18,4          |

## Рекорди

### Клупски
- Најдужи низ победа у сезони:
  - 20 победа — Црвена звезда у сезонама 2014/15. и 2016/17.
- Најдужи низ пораза у сезони:
  - 21 пораз — Левски Софија у сезони 2014/15.
- Највише победа у сезони:
  - 25 победа у 26 утакмица — Црвена звезда у сезони 2016/17.
- Највише пораза у сезони:
  - 21 пораз у 22 утакмице — Босна у сезони 2002/03.
- Највише постигнутих поена у сезони:
  - 2591 поен у 30 утакмица — Хемофарм у сезони 2004/05.
  - 2325 поена у 26 утакмица — Црвена звезда у сезони 2006/07.
- Најмање постигнутих поена у сезони:
  - 1443 поена у 22 утакмице — Босна у сезони 2001/02.
  - 1688 поена у 26 утакмица — Златорог у сезони 2011/12.
- Најубедљивија победа:
  - 60 поена разлике — Партизан — Сплит 109:49 у сезони 2021/22.
- Највише гледалаца:
  - 23.021 гледалаца — Партизан — KK Мега у сезони  2023/24.

### Појединачни
- Највећи индекс корисности на утакмици:
  - 59 — Дејан Милојевић (Будућност) на утакмици Будућност — Рефлекс, одиграној 3. јануара 2004.
- Највише поена на утакмици:
  - 47 — Дарон Расел (Морнар Бар) на утакмици Морнар Бар — Задар, одиграној 9. октобра 2022.
- Највише погодака за три поена на утакмици:
  - 10 — Јосип Сесар (Широки) на утакмици Широки — Унион Олимпија, одиграној 19. новембра 2005.
  - 10 — Тему Ранико (Унион Олимпија) на утакмици Загреб — Унион Олимпија, одиграној 18. децембра 2005.
- Највише погодака за два поена на утакмици:
  - 17 — Мартон Бадер (Солнок Олај) на утакмици Широки — Солнок Олај, одиграној 19. новембра 2012.
- Највише погођених слободних бацања на утакмици:
  - 19 — Игор Ракочевић (Црвена звезда) на утакмици Рефлекс — Црвена звезда, одиграној 16. априла 2004.
  - 19 — Милан Гуровић (Црвена звезда) на утакмици ФМП — Црвена звезда, одиграној 30. септембра 2006.
  - 19 — Милан Гуровић (Црвена звезда) на утакмици Црвена звезда — ФМП, одиграној 16. децембра 2006.
  - 19 — Дамир Мулаомеровић (Загреб) на утакмици Загреб — ФМП, одиграној 19. јануара 2010.
- Највише скокова на утакмици:
  - 23 — Томи Смит (Сплит) на утакмици Сплит — Рефлекс одиграној 4. октобра 2003.
  - 23 — Борис Савовић (Хемофарм) на утакмици Хемофарм — Раднички Крагујевац одиграној 22. октобра 2011.
- Највише асистенција на утакмици:
  - 19 — Жан Марк Шишко (Копер Приморска) на утакмици Копер Приморска - Задар, одиграној 9. децембра 2019.
- Највише украдених лопти на утакмици:
  - 9 — Кертис Макантс (Сплит) на утакмици Сплит — Загреб, одиграној 16. децембра 2003.
  - 9 — Андрес Родригез (Унион Олимпија) на утакмици Партизан — Унион Олимпија, одиграној 7. новембра 2004.
  - 9 — Јуре Мочник (Хелиос) на утакмици Сплит — Хелиос, одиграној 6. априла 2005.
  - 9 — Горан Јеретин (Црвена звезда) на утакмици Партизан — Црвена звезда, одиграној 30. априла 2005.
- Највише блокада на утакмици:
  - 7 — Смиљан Павич (Унион Олимпија) на утакмици Унион Олимпија — Босна, одиграној 27. новембра 2004.
  - 7 — Славко Вранеш (Партизан) на утакмици Цибона — Партизан, одиграној 10. јануара 2010.
  - 7 — Шон Џејмс (Макаби Тел Авив) на утакмици Макаби Тел Авив — Златорог, одиграној 5. јануара 2012.
  - 7 — Зоран Николић (Будућност) на утакмици Будућност — Игокеа, одиграној 15. октобра 2016.
- Највише изгубљених лопти на утакмици:
  - 11 — Јиржи Велш (Унион Олимпија) на утакмици Пивоварна Лашко — Унион Олимпија, одиграној 9. фебруара 2002.
  - 11 — Никола Кораћ (Сутјеска) на утакмици Мега Лекс — Сутјеска, одиграној 30. октобра 2015.

### Најбољи играчи свих времена по категоријама
Стање након сезоне 2022/23.
| Категорија        | Играч              | Вредност |
| ----------------- | ------------------ | -------- |
| Поени             | Немања Гордић      | 3257     |
| Погоци за 3 поена | Суад Шеховић       | 406      |
| Скокови           | Марин Розић        | 1327     |
| Асистенције       | Немања Гордић      | 1110     |
| Украдене лопте    | Небојша Јоксимовић | 401      |
| Блокаде           | Славко Вранеш      | 272      |
| Индекс корисности | Тодор Гечевски     | 3212     |
| Одигране утакмице | Бранко Лазић       | 385      |